# Marquesado de Cubas (pontificio)
No confundir con el Marquesado de Cubas, título nobiliario español creado en 1862 por Isabel II de España
El ducado de Cubas es un título nobiliario pontificio, actualmente en desuso, creado el 11 de diciembre de 1885 por el papa León XIII a favor de Francisco de Cubas y González Montes. Su uso legal en España fue autorizado el 30 de abril de 1886 por la reina regente, María Cristina de Habsburgo-Lorena. Posteriormente fue elevado a Ducado por el papa Benedicto XV, sin validez como título de España, aunque sí se autorizó su uso el 16 de julio de 1920.

## Armas
Escudo partido: 1º, en campo de gules, una cuba de oro, y 2º, en campo de plata, dos serpientes de sinople, afrontadas y enlazadas.

## Marqueses pontificios de Cubas
|                        | Titular                              | Periodo                | Casa                   |
| Creación por León XIII | Creación por León XIII               | Creación por León XIII | Creación por León XIII |
| ---------------------- | ------------------------------------ | ---------------------- | ---------------------- |
| I                      | Francisco de Cubas y González-Montes | 1886-1898              | Casa de Cubas          |
| II                     | Francisco de Cubas y Erice           | 1899-1920              | Casa de Cubas          |
|                        | Elevación a Ducado                   |                        |                        |

## Duques pontificios de Cubas
|                              | Titular                      | Periodo                      |                              |
| Elevación a Ducado por Pío X | Elevación a Ducado por Pío X | Elevación a Ducado por Pío X | Elevación a Ducado por Pío X |
| ---------------------------- | ---------------------------- | ---------------------------- | ---------------------------- |
| I                            | Francisco de Cubas y Erice   | 1920-1936                    | Casa de Cubas                |
| II                           | Felipe de Cubas y Urquijo    | 1936-1974                    | Casa de Cubas                |

## Historia
- Francisco de Cubas y González-Montes (1826-1898), I marqués pontificio de Cubas, I marqués de Fontalba (1894-1898), eminente arquitecto que intervino, entre muchas obras destacadas, en la construcción de la Catedral de la Almudena, lugar donde reposan sus restos junto con los de su esposa.

1. Contrajo matrimonio con Matilde de Erice y Urquijo y tuvieron tres hijos: María del Consuelo, condesa pontificia de Santa María de Sisla, María, y Francisco, que sucedería a su padre en los títulos.

- Francisco de Cubas y Erice (1868-1936), II marqués pontificio de Cubas  (1898-1920), (elevado a ducado en 1920), I duque pontificio de Cubas, ( sin validez como título de España, solo autorizado su uso), II marqués de Fontalba (1898-1936), grande de España (1910).

1. Contrajo matrimonio en 1891 con María de la Encarnación de Urquijo y Ussía, I condesa de la Almudena. Tuvieron seis hijos: Felipe, que les sucedería como II duque Pontificio de Cubas y III marqués de Fontalba, Francisco, que les sucedería como II conde de la Almudena, Estanislao, Jesús, María, casada con el duque de Hornachuelos, y Matilde.

- Felipe de Cubas y Urquijo, II duque pontificio de Cubas y III marqués de Fontalba (1936-¿?).

1. Casado con María de los Dolores de Escauriaza e Ypiña (1897-1974). Le sucedió su hija.

- María de los Dolores de Cubas y Escauriaza (1929-1994), III duquesa pontificia de Cubas y IV marquesa de Fontalba (¿?-1994).

1. Casada con Luis de Arcos y Carvajal. Tuvieron tres hijos: Felipe, que les sucedería en sus títulos, María de la Paz y Gracia.

- Felipe de Arcos y Cubas (1953-2008), IV duque pontificio de Cubas y V marqués de Fontalba (1994-2008).

1. Contrajo matrimonio con Patricia Van Reck y Cuervas-Mons (1959).